# 小鬘螺
小鬘螺（学名：Casmaria erinaceus）是异足目唐冠螺科小鬘螺属的一种。主要分布于印度尼西亚、中国大陆、台湾，常栖息在潮下带。